# Alpinópolis
Alpinópolis es un municipio brasileño del estado de Minas Gerais. De acuerdo con el censo realizado por el IBGE en 2010, su población es de 18.490 habitantes.